# دهکده المپیک (تبریز)

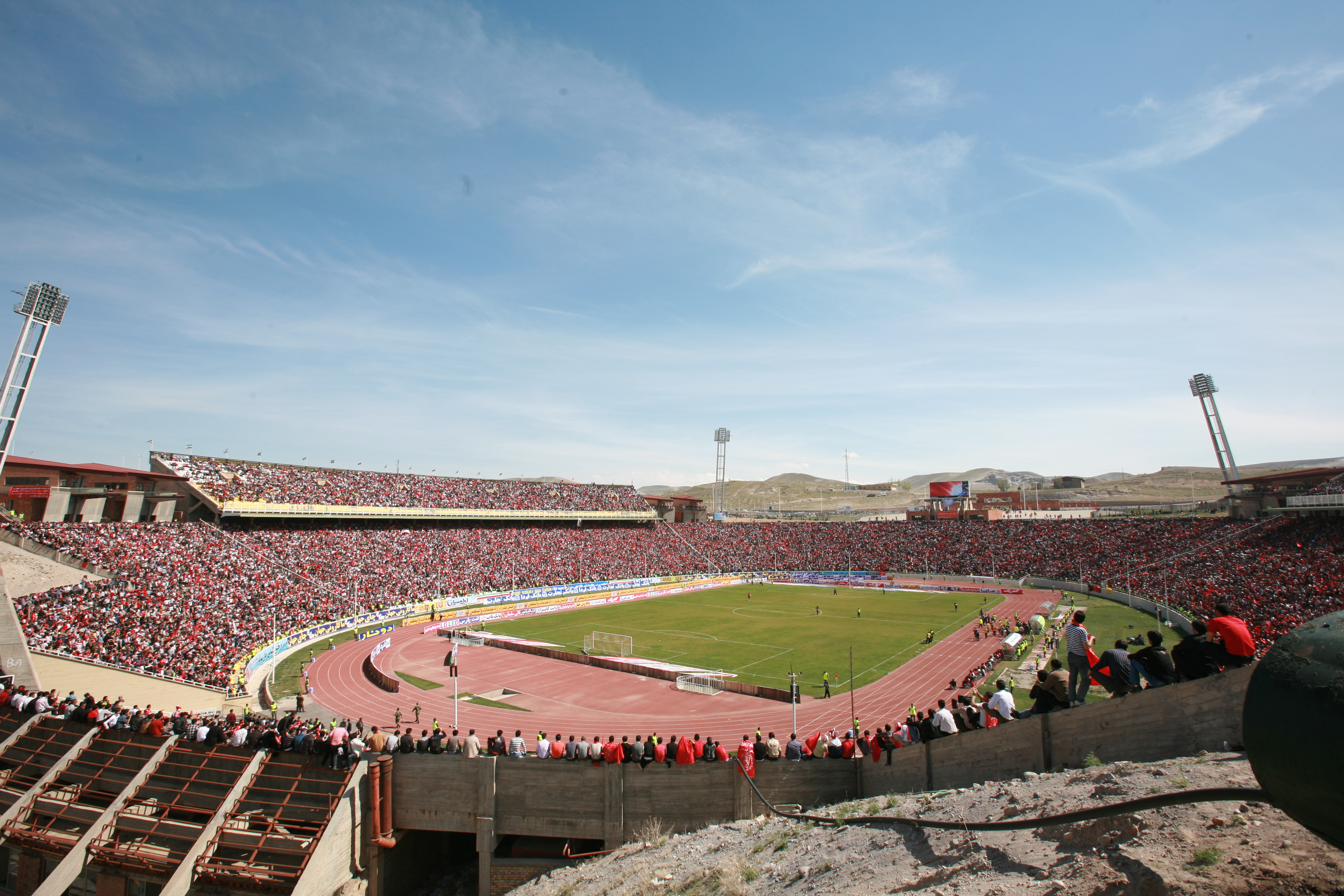
نمایی از استادیوم هفتاد هزار نفری فوتبال دهکده المپیک تبریز.

دهکده المپیک تبریز به مجموعه ورزشی در حال ساختی گفته می‌شود که در جنوب شهر تبریز واقع شده‌است. این دهکده، دارای ۳۶۰ هکتار مساحت می‌باشد و قرار است زمینه میزبانی مسابقات بزرگ بین‌المللی را فراهم کند.

## امکانات مجموعه
طرح این مجموعه، شامل ۱۴ ورزشگاه از جمله استخر قهرمانی، پیست دوچرخه سواری، استادیوم فوتبال، سالن شش هزار نفری، سالن ژیمناستیک، پیست دو و میدانی، سه سالن تیراندازی و دریاچه قایقرانی می‌باشد که هم‌اکنون تنها از استادیوم فوتبال و پیست دوچرخه سواری بهره‌برداری شده‌است و ساختمان استخر قهرمانی آغاز شده‌است.

## موعد بهره‌برداری
طبق مصوبات جلسه استانی هیئت دولت، قرار بود، این دهکده ورزشی در سال ۱۳۹۰ خورشیدی مورد بهره‌برداری قرار گیرد، اما از ۱۴ مکان ورزشی، تنها استادیوم فوتبال و پیست دوچرخه‌سواری افتتاح شده‌اند.